# Parroquia Baruta
Nuestra Señora del Rosario de Baruta, o Parroquia Baruta conocida simplemente como Baruta, es una localidad venezolana ubicada en el estado Miranda, absorbida en su totalidad como una parroquia de la Gran Caracas.

## Historia
La actual ciudad de Baruta fue fundada el 19 de agosto de 1620 por el entonces gobernador de la provincia de Venezuela, Francisco de la Hoz Berrío y Oruña, con el nombre de San Francisco de Paula. Este asentamiento colonial formaba parte de la política de establecimiento de pueblos de indios impulsada por las autoridades españolas en el siglo xvii.
Según documentos históricos, la localidad es mencionada expresamente como villa de indios durante la consagración de la Iglesia de Nuestra Señora del Rosario de Baruta, acto realizado el 14 de julio de 1655. Fue en este mismo contexto que el poblado adoptó oficialmente el nombre de Nuestra Señora del Rosario de Baruta, denominación que con el tiempo se redujo popularmente a simplemente Baruta.

## Geografía
Es la capital del Municipio Baruta. Para el año 1990 tenía una población de 182 941 habitantes. El casco central de la ciudad se localiza en la parroquia homónima, una de las 32 parroquias caraqueñas.
La urbanización se encuentra situada a 880 m de altitud, en una quebrada al sur de la depresión tectónica del Guaire. Bien comunicada al resto de Caracas mediante la autopista de Prados del Este. 

### Límites
La parroquia limita al oeste con la Parroquia El Valle, la Parroquia San Pedro, y el Municipio Los Salias, al norte con la Parroquia El Recreo, el Municipio Chacao y la Parroquia Minas de Baruta, al este con la parroquia Santa Rosalia de Palermo en el Municipio El Hatillo y al sur con el Municipio Guaicaipuro y el Municipio Paz Castillo.

### Sectores de la Parroquia
La parroquia se puede subdividir en los siguientes sectores: Colinas de Bello Monte, Cumbres de Curumo, Los Campitos, Prados del Este, Alto Prado, Lomas de Prados del Este, Manzanares, Santo Domingo - Barrio La Palomera, La Palomera, Casco de Baruta, El Placer de María, Sector Charallavito, Piedra Azul, El Progreso, La Arenera, Zurima, Ojo de Agua, Monterrey, San Pedrito, Monte Alto, Bloques de I.N.A.V.I., La Trinidad. O.M.P.U. Nª 01-049, Sorocaima, La Trinidad, Zona Industrial de La Trinidad, La Tahona, Las Esmeraldas, Sector Coracrevi  (La Trinidad), Brisas del Prado, Terrazas del Club Hípico, Parque Humboldt, Prado Humboldt, Santa Cruz del Este, El Peñón, Colinas del Este, La Ciudadela, Santa Fe Sur, Santa Fe Norte, La Alameda, El Güire, Valle Arriba, Colinas de Valle Arriba, Los Naranjos de Las Mercedes, Las Mercedes, Chulavista, Los Manantiales, La Eneca Alta (Hoyo de la Puerta), La Eneca, Piedras Azules, José Antonio Páez, Las Lomas de Baruta, Sector El Manguito, El Campito, La Balgres, km. 13,, Sector La Planada km. 12, Los Pinos, San Luis, San Isidro, El Café, Calle Unión, Valle Verde, Monte Elena, El Placer, Los Guayabitos, Gavilán, Sisipa Parte Baja y Turgua.